# Jan Wardzyński

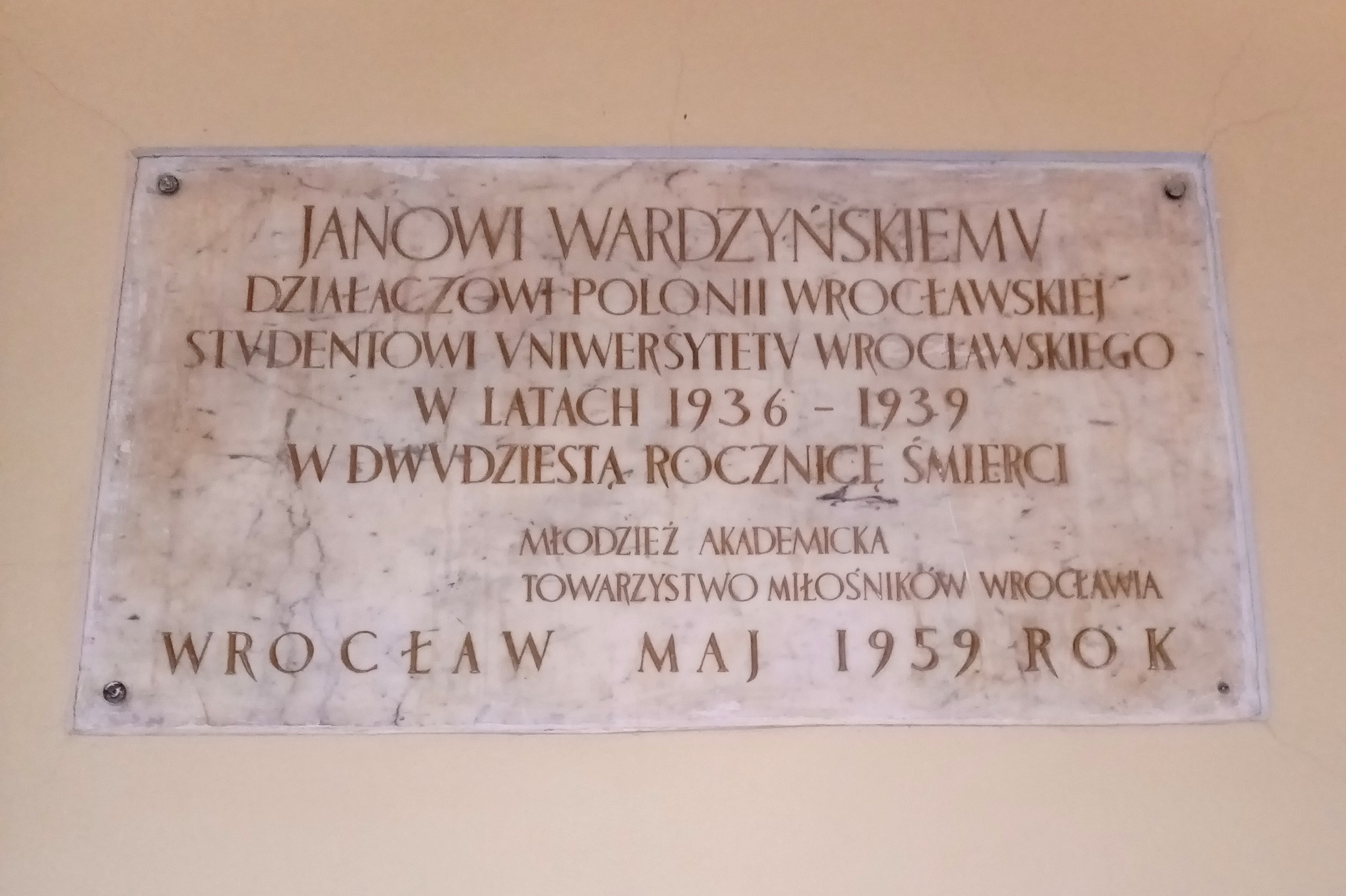
Tablica wmurowana w 1959 roku na klatce schodów cesarskich gmachu głównego Uniwersytetu Wrocławskiego.

Jan Wardzyński (ur. 17 września 1908 w Bochum, zm. 2 maja 1939) — polski działacz narodowy i kulturalny w Niemczech, założyciel Związku Akademików Polaków w Niemczech.
Syn górnika, do szkoły zaczął chodzić w Bochum, a później uczył się w szkołach różnych miast niemieckich. Od 1933 zamieszkał wraz z ojcem i rodzeństwem we Wrocławiu i w tymże roku podjął tam studia prawnicze na uniwersytecie. Aktywnie zaangażował się w życie Polonii wrocławskiej, publikował w polskiej prasie i został kierownikiem wrocławskiego Towarzystwa Śpiewu „Harmonia”. Założył Związek Akademików Polaków w Niemczech.
Jana i jego ojca Władysława, również działacza Polonii wrocławskiej, upamiętniono, nadając ich imiona ulicy we Wrocławiu, na Strachowicach.